# Ceratina nigritula
Ceratina nigritula är en biart som beskrevs av Michener 1954. Ceratina nigritula ingår i släktet märgbin, och familjen långtungebin. Inga underarter finns listade i Catalogue of Life.